# Cystic Fibrosis Transmembrane Conductance Regulator
Der Cystic Fibrosis Transmembrane Conductance Regulator (CFTR) ist ein auf der Oberfläche von Zellen festsitzendes Protein, ein sogenannter Chloridkanal, der hauptsächlich in der Zellmembran von Epithelzellen von Fischen und Landwirbeltieren vorkommt. Mutationen im CFTR-Gen beim Menschen führen zum Fehlen oder zur eingeschränkten Funktion des Kanals, was Ursache der Mukoviszidose (zystischen Fibrose) und  der kongenitalen Aplasie des Vas deferens (CAVD) ist.

## Biosynthese
Das CFTR-Gen befindet sich auf Chromosom 7 in der q31.2-Region. Es ist 250 kb lang und besteht aus 27 Exons. Die transkribierte mRNA hat eine Länge von 6.123 Basen und nach Translation und posttranslationaler Modifikation entsteht das CFTR-Protein mit 1.480 Aminosäuren.

## Proteinstruktur

Schematischer Aufbau des CFTR-Proteins. Oberhalb der Zellmembran befindet sich der Extrazellularraum. Die Rechtecke (grau) stellen die zwölf transmembranen Helices dar. Die langen Schleifen im Intrazellularraum symbolisieren die zwei ATP-bindenden Kassetten (NBD1 und NBD2) und die R-Domäne.

Das Protein ist ein integrales Protein, das zu den cAMP-regulierten Ionenkanälen gehört. Es besitzt zwei Untereinheiten mit je sechs Transmembrandomänen, die den eigentlichen Transportkanal bilden. Zusätzlich besitzt das Protein zwei Nucleotid-Bindedomänen (NBD 1 und 2) und eine cytoplasmische (innerhalb der Zelle befindliche) regulatorische Domäne (R). Diese R-Domäne kann durch die Proteinkinase A phosphoryliert und somit aktiviert werden. CFTR enthält noch weitere Bindedomänen für Protein-Protein-Wechselwirkungen, dadurch reguliert es unter anderem den Transport von Bicarbonat und andere Kanäle.
Es ist außerdem ein ATP-bindender ABC-Transporter.

## Funktion und Pathologie
Das CFTR-Protein reguliert den Wasser- und Salztransport, der durch die Plasmamembran von Epithelzellen stattfindet.
CFTR-Mutationen können auf unterschiedliche Weise die Bildung des funktionsfähigen Membranproteins beeinträchtigen und damit den Transport von Chlorid-Ionen (Cl−) aus der Zelle einschränken oder zum Erliegen bringen. Infolge der veränderten Konzentrationsunterschiede von Ionen  innerhalb zu außerhalb der Zelle entstehen Sekrete mit verringertem Wassergehalt. Daher werden zähflüssige Sekrete gebildet, die sich in feinen Kanälen stauen, Ausführungsgänge verstopfen und schlecht abgebaut werden. Dies kann beispielsweise in der Lunge oder dem Samenleiter (Vas deferens) auftreten.

### Mutationsklassen
Man unterscheidet sechs Mutationsklassen:
- 1. Klasse: keine Proteinsynthese, da Mutation richtiges Spleißen verhindert
- 2. Klasse: Protein kann nicht im endoplasmatischen Retikulum reifen
- 3. Klasse: Protein reift und erreicht Zielmembran, jedoch fehlende Funktion als Chloridkanal
- 4. Klasse: Protein ist in die Zielmembran eingebaut, hat aber abnormale leitende Eigenschaften
- 5. Klasse: Bildung einiger funktionsfähiger Proteine
- 6. Klasse: Verringerung der Halbwertszeit der Proteine

Klassen 1 bis 3 sind schwere Mutationen, während 4 bis 6 zu den leichten Mutationen zählen – hier ist die Funktion des Kanals nicht vollständig gehemmt.
Ob nun die Mutation zu zystischer Fibrose oder CAVD führt, hängt von den Mutationen auf beiden Allelen ab. Der Einfluss anderer Genprodukte spielt eine Rolle bei der Schwere der Krankheit.

### Bekannte Mutationen

#### ΔF508
Bei dieser Mutation fehlt wegen einer Deletion von drei Nukleotiden an der Stelle 508 die Aminosäure Phenylalanin. Das Protein kann nicht korrekt gefaltet werden, weshalb es von der Proteinqualitätskontrolle im Proteasom abgebaut wird. ΔF508 gehört somit zu den Klasse-2-Mutationen. In Fällen, in denen das Protein trotz Qualitätskontrolle in die Membran integriert wird, weist ΔF508 eine gestörte Funktion als Chloridkanal auf.

#### R117H
Ist eine etwas mildere aber dennoch häufig auftretende Mutation, sie gehört zu den Klasse-4-Mutationen, die oft bei CBAVD-Patienten gefunden wird. Es ist eine Missense-Mutation, bei der an der 117. Stelle die Aminosäure Arginin durch Histidin ausgetauscht wurde. Diese Mutation führt zu einer geringeren Chloridionen-Leitfähigkeit.

### Polymorphismen
Neben den Mutationen sind auch Polymorphismen häufig bei Patienten mit CAVD oder zystischer Fibrose zu finden. Die Polymorphismen gehören zu den Klasse-5-Mutationen.
Man hat herausgefunden, dass es Unterschiede gibt in der Thymidinanzahl am Ende der 3'-Spleißstelle vor Exon 9. Man unterscheidet zwischen T5, T7 und T9. Je weniger Thymidin vorhanden ist, desto mehr sinkt die Spleißeffizienz für Exon 9. Dies hat zur Folge, dass die CFTR-Proteine nicht richtig gefaltet sind und somit abgebaut werden. Hier spricht man auch von partieller Penetranz, d. h. Durchschlagskraft. Die partielle Penetranz kann durch einen genetischen Faktor erklärt werden, den (TG)m-Polymorphismus. Denn die Effizienz des Spleißens an Exon 9 hängt u. a. von den TG-Wiederholungen ab. Je mehr TG-Wiederholungen im Intron 8 vorhanden sind, desto ineffizienter ist das Spleißen.